# Mahardah (nahija)
Nahija Mahardah (ar. ناحية مركز محردة)  je sirijska nahija u okrugu Mahardah u pokrajini Hama. Po popisu iz 2004. (prije rata), nahija je imala 80.165 stanovnika. Administrativno sjedište je u naselju Mahardah.